# Municipio de Capps Creek
El municipio de Capps Creek (en inglés: Capps Creek Township) es un municipio ubicado en el condado de Barry en el estado estadounidense de Misuri. En el año 2010 tenía una población de 630 habitantes y una densidad poblacional de 8,33 personas por km².

## Geografía
El municipio de Capps Creek se encuentra ubicado en las coordenadas 36°53′21″N 94°1′10″O / 36.88917, -94.01944. Según la Oficina del Censo de los Estados Unidos, el municipio tiene una superficie total de 75.63 km², de la cual 75,5 km² corresponden a tierra firme y (0,16 %) 0,12 km² es agua.

## Demografía
Según el censo de 2010, había 630 personas residiendo en el municipio de Capps Creek. La densidad de población era de 8,33 hab./km². De los 630 habitantes, el municipio de Capps Creek estaba compuesto por el 94,29 % blancos, el 0,63 % eran amerindios, el 3,02 % eran asiáticos, el 1,59 % eran de otras razas y el 0,48 % eran de una mezcla de razas. Del total de la población el 2,22 % eran hispanos o latinos de cualquier raza.